# Psammite
Le psammite est une roche sédimentaire détritique, riche en quartz et en muscovite.

## Origine
Lorsqu'un massif granitique subit de l'érosion, il se transforme en arénite. Certains minéraux de celle-ci, lors du transport par l'eau de la roche, vont être le lieu d'une hydrolyse : feldspaths et biotite (mica noir) vont être dissous, tandis que le quartz et la muscovite (mica blanc) resteront intacts.
Plus une roche contiendra de feldspaths et de biotite, plus son transport aura été court (feldspath > 25 % : arkose), tandis qu'au contraire, moins il y en aura et plus son transport aura été long : le résultat final est la psammite.

## Classification
| Texture du substrat | Dénomination commune | Avec racines grecques  | Avec racines latines           |
| ------------------- | -------------------- | ---------------------- | ------------------------------ |
| "Grossier"          | Gravier (graveleux)  | pséphite (pséphitique) | rudite (ruditique)             |
| "Moyen"             | Sable (sableux)      | psammite (psammitique) | arénite (gréseux)              |
| "Fin"               | Argile (argileux)    | pélite (pélitique)     | lutite (argilitique/lutitique) |